# Antennophorina
Antennophorina é uma coorte de ácaros pertencente à ordem dos Mesostigmata.

## Lista de famílias
A coorte Antennophorina inclui as segintes superfamílias e famílias: :
- Aenictequoidea Kethley, 1977
  - Aenictequidae Kethley, 1977
  - Euphysalozerconidae Kim, 2008
  - Messoracaridae Kethley, 1977
  - Ptochacaridae Kethley, 1977
- Antennophoroidea Berlese, 1892
  - Antennophoridae Berlese, 1892
- Celaenopsoidea Berlese, 1892
  - Celaenopsidae Berlese, 1892
  - Costacaridae Hunter, 1993
  - Diplogyniidae Trägårdh, 1941
  - Euzerconidae Trägårdh, 1938
  - Megacelaenopsidae Funk, 1975
  - Neotenogyniidae Kethley, 1974
  - Schizogyniidae Trägårdh, 1950
  - Triplogyniidae Funk, 1977
- Fedrizzioidea Trägårdh, 1937
  - Fedrizziidae Trägårdh, 1937
  - Klinckowstroemiidae Camin & Gorirossi, 1955
- Megisthanoidea Berlese, 1914
  - Hoplomegistidae Camin & Gorirossi, 1955
  - Megisthanidae Berlese, 1914
- Paramegistoidea Trägårdh, 1946
  - Paramegistidae Trägårdh, 1946
- Parantennuloidea Willmann, 1941
  - Parantennulidae Willmann, 1941
  - Philodanidae Kethley, 1977
  - Promegistidae Kethley, 1977